# Непомюсен Лемерсьє
Луї Жан Непомюсен Лемерсьє (фр. Louis-Jean-Népomucène Lemercier; 1771—1840) — французький поет, драматург і теоретик мистецтва. Член Французької академії (1810).

## Біографія
Непомуцен Лемерсьє, чий батько був секретарем Заповідей після того, як був управителем у графа Тулузи та герцога Пентьєвра, мав хрещеною матір'ю принцесу Ламбальську. Нещасний випадок у дитинстві залишив його частково паралізованим на все життя. «Коли він вийшов з дитинства, — писав Жан-Франсуа Дюкі, — щоб зцілити своє молоде тіло, половина якого була вражена паралічем, він пройшов через усі тортури і піднявся від муки до муки у вищу сферу, яку він населяє. Він тримає віжки цього тіла у своїй руці, з мудрістю і твердістю керуючи його живою і мертвою частинами. У живій частині існує його душа, з подвоєнням духу, широтою бачення, сміливістю задуму, які роблять його для мене чарівним явищем, тоді як мертва частина робить його для мене мучеником, який мене зворушує, героєм болю, який мене дивує, і саме все це пояснює мені великі пристрасті, які він надихав і відчував, бо жінки мають очі, щоб зрозуміти і обожнювати цих вундеркіндів».
У юні роки його захищала королева Марія-Антуанетта, яка наказала поставити його трагедію «Мелеагр» у віці 17 років. Однак п'єсу зіграли лише один раз, хоча їй тріумфально аплодували в присутності королеви, принцеси і всього двору. Але наступного ранку юнак сказав акторам: «Панове, мій вчорашній успіх дуже зворушив мене, але не ввів в оману. Моя п'єса — це робота дитини, дитини, яку глядачі аплодували, щоб заохотити; у мене є лише один спосіб довести, що я гідний їхньої поблажливості, — не зловживати нею. Така доброта не повторюється. Я відкликаю свій твір і постараюся зробити свою другу трагедію більш гідною ваших талантів».
Потім, у 1792 році, він написав віршовану драму «Кларисса Харлоу» за мотивами роману Семюеля Річардсона, яка дала привід декому сказати, що автор «недостатньо хитрий, щоб змалювати хитрість».
Прихильник Революції, але ворог її надмірностей, він засудив їх у 1795 році в «Революційному Тартуфі» (Le Tartufe révolutionnaire), сповненому сміливих політичних алюзій, який був скасований після п'ятої вистави. Потім, у 1796 році, він написав трагедію «Ефраїмський левіт», а наступного року поставив «Агамемнона», яка мала великий успіх і принесла славу її автору. Відтоді Непомуцена Лемерсьє називали генієм і за нього змагалися в салонах Директорії — в домівках пані Тальєн, пані Пуррат і пані де Сталь, де, за словами Талейрана, його вважали «найбільш красномовною людиною у Франції».
Саме в цей час він прийняв виклик перекласти віршами, не порушуючи пристойності, розгнуздані твори неаполітанського кабінету. Він створив «Чотири метаморфози» (1798), в яких під впливом любовної пристрасті перетворив Діану на козу, Юпітера — на орла, Вулкана — на тигра, а Вакха — на виноградну лозу.

## Окремі п'єси
- трагедія «Мелеагр» (1788, «Комеді Франсез»)
- комедія «Ловелас, або Кларисса Гарлоу» (1792, «Комеді Франсез»)
- «Тартюф-революціонер» (1795, «Комеді Франсез»)
- трагедія «Агамемнон» (1797, Театр республіки)
- комедія «Пінто, або День змови» (1800, «Комеді Франсез»)
- трагедія «Річард III» (1816)
- трагедія «Дженні Шор» (1816)
- драма «Фредегонда і Брюнео» (1821, «Одеон»)
- трагедія «Мученики із Сулі» (1825)